# トヨタ・RV8
トヨタ・RV8は、トヨタ・レーシング・ディベロップメントが設計、開発、製造したレーシング用のエンジンである。
V型8気筒2.65 Lターボチャージャーと3.0 L、3.4 L自然吸気仕様の3種類のエンジンが存在する。

## 概要
1996年から2015年までCART、インディカー・シリーズ、フォーミュラ・ニッポン（スーパーフォーミュラ）、SUPER GT、スポーツカーレース（FIA 世界耐久選手権）などで使用された。
フォーミュラ・ニッポンとSUPER GTで使用されていたエンジンは、トヨタ・インディV8より派生している。

## TS030 HYBRID
TS030は、自然吸気ガソリン 3.4リットル (210 cu in) V型8気筒、90°バンク角を搭載し、530馬力 (400 kW; 540 PS) 発生した。トヨタのエンジニアによると、新しいエンジンを開発せず、SUPER GTプロジェクトでのエンジンをベースにすることを選択した。 6速シーケンシャルギアボックスはエンジンに横置きに配置し、ブレーキはカーボン素材で作られていた。
トヨタ・レーシング・デベロップメントが製造した電気二重層キャパシタを充電用の運動エネルギー回生システム (KERS、フランス西部自動車クラブ (ACO) はERSという名称) を搭載し、余った電力は後輪に送られ、自動的に300 bhp (220 kW; 300 PS) 馬力が増加し、モータージェネレーターユニットは、ブレーキング時に機能し、ドライブシャフトから直接エネルギーを回収して車を減速し、エネルギーを電気に変換し、キャパシタに蓄えることができる。キャパシタは、日清紡ホールディングスと共同開発し、コクピット内部の助手席の位置に搭載されている。結果的にドライバーがトラックターンを出るときにラップタイムが速くなり、コーナーを出るときにエンジンの使用を減らすことで燃料を節約することができるという。また、電動モーターをアイシン、リアパワーユニットをデンソーを選択した。

## TS040 HYBRID

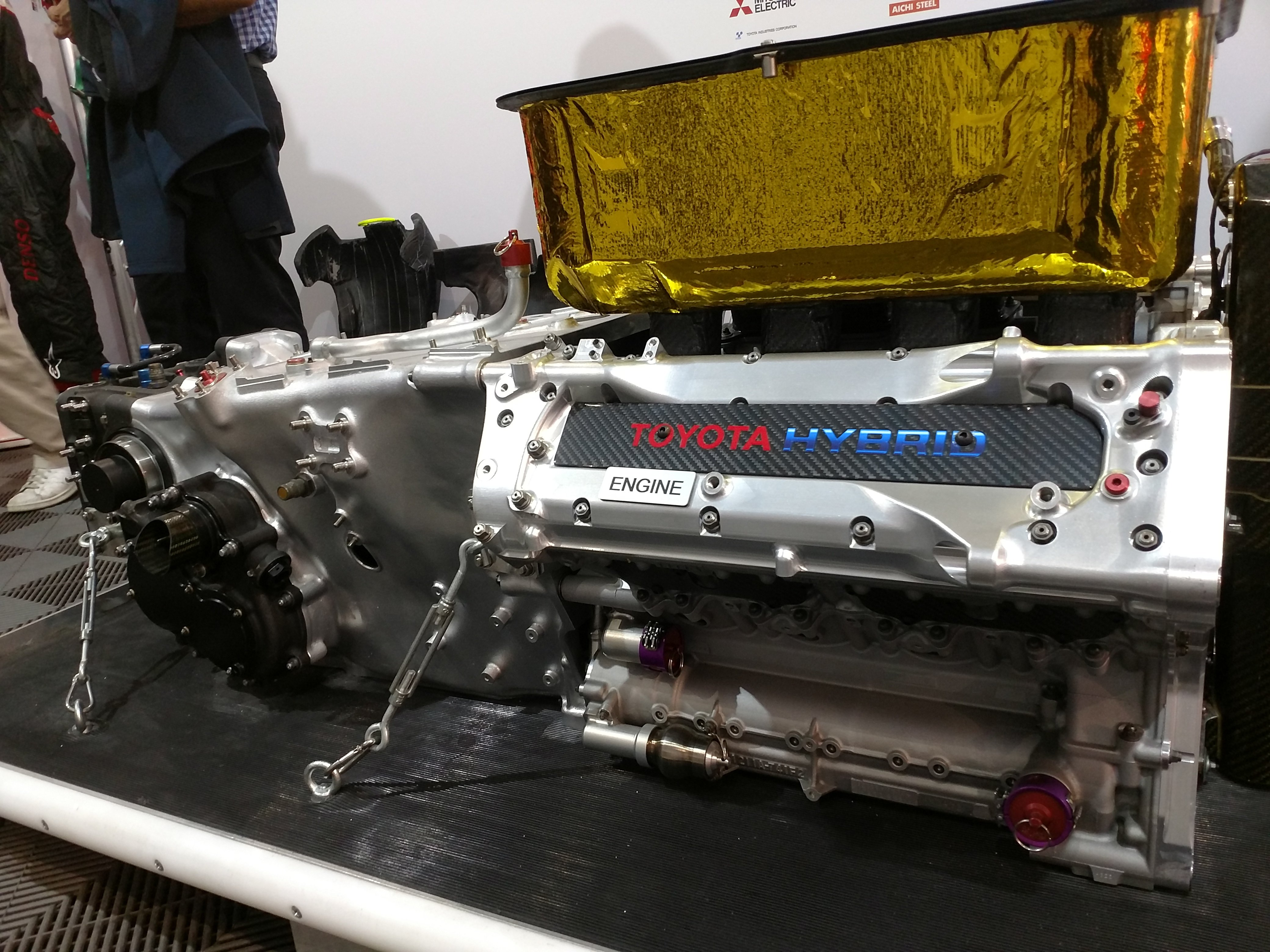
トヨタ・TS040 HYBRID 3.7L V8ガソリンエンジンとギアボックスの部品の展示

TS030同様90度の角度を持つミッドマウントの自然吸気V8エンジンを使用。ストロークを長くして効率を良くすることで、排気量は3.4 L (210 cu in) から3.7 L (230 cu in) へと増加し、後輪に513馬力 (383 kW) を供給した。パワーから効率へのコンセプトの転換を促進する燃料流量計付きで動作するように開発され、ボスに取り付けられた噴射装置は吸気管内にあり、吸気経路に対して角度のついたスロットルバルブの上に配置されており、スロットルランナーのそれぞれと吸気ポートレットに電力を送る8つのソレノイドインジェクターが取り付けられていた。トヨタは信頼性を高めるために、振動を検知するノックコントロールと、レース中の他のエンジンコンポーネント間の点火タイミングの調整用のリアルタイム燃焼圧力センサーを備えた2つのシステムを搭載した。

## 搭載車

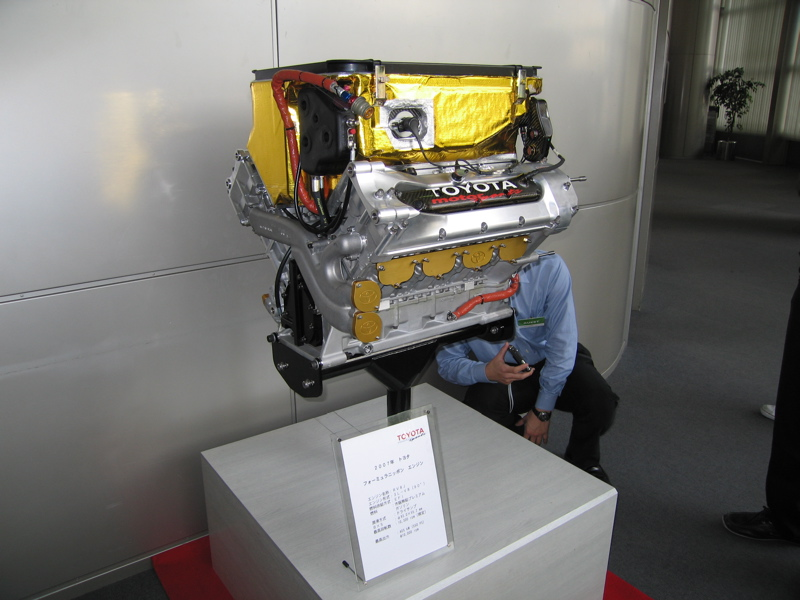
トヨタ・RV8J

### LMP1
- ローラ・B10/60
- トヨタ・TS030 HYBRID
- トヨタ・TS040 HYBRID

### CART/インディカー・シリーズ
- レイナード・96I
- レイナード・97I
- レイナード・98I
- イーグル・MK-V
- イーグル・987[24]
- イーグル・997
- レイナード・02I[25]
- ローラ・B02/00[26]
- スウィフト・010.c